# Dicranoloma hollermayeri
Dicranoloma hollermayeri är en bladmossart som beskrevs av Thériot 1935. Dicranoloma hollermayeri ingår i släktet Dicranoloma och familjen Dicranaceae. Inga underarter finns listade i Catalogue of Life.